# Волер, Юхан
Юхан Волер (норв. Johan Vaaler, 15 марта 1866 Эурскуг-Хёланн) — 14 марта 1910, Христиания) — норвежский клерк патентного бюро и изобретатель, которого часто ошибочно ассоциируют с изобретением обыкновенной скрепки.

## Биография
Юхан Волер родился в Эурскуге в семье фермера.
Волер придумал скрепку в 1899 году и обратился в Германское патентное бюро 12 ноября того же года. Патент был зарегистрирован 6 июня 1901 года (№ 121.067). Также он заполнил форму патента в патентное бюро США 9 января 1901 и получил этот патент (№ 121.067) 4 июня 1901 года.
Волер даже не догадывался, что компания «Gem Manufacturing Company Ltd» в Британии уже производит скрепки, причём более функциональные и практически значимые. Его дизайн скрепки был менее совершенен. После этого различные виды скрепок были запатентованы в США, но тип «Gem» («Джем») запатентован не был. Поскольку Волер являлся работником патентного бюро Бринса в Кристиании (Осло), Он был хорошо знаком с патентными процедурами и патентным законодательством Норвегии. Поэтому причины, по которым он решил запатентовать изобретение именно за границей, неизвестны. Возможно, он был слишком уверен в том, что это его изобретение, и хотел сохранить коммерческие права на него по всему миру. Вскоре он разочаровался в жизни, когда столкнулся со скрепками типа «Джем». По какой-то причине[уточнить] он не стал развивать отношения с производителями ни в Норвегии, ни за границей, и со временем его патент стал недействительным. Между тем, скрепка «Gem» («Джем») завоевала мировые рынки, включая и Норвегию.
Мнимое утверждение, что Волер изобрёл реально производимую скрепку, пришло из Норвегии в период войн и попало в энциклопедии сразу после Второй мировой войны. События войны внесли огромный вклад в вымышленный статус скрепки как национального символа сопротивления германской оккупации. Скрепка подразумевала собой сплочённость и целостность под девизом «мы переплетены одной судьбой» .
Умер в Кристиании (Осло).